# La Villeneuve (Creuse)
La Villeneuve é uma comuna francesa na região administrativa da Nova Aquitânia, no departamento de Creuse. Estende-se por uma área de 4,45 km². Em 2010 a comuna tinha 59 habitantes (densidade: 13,3 hab./km²).